# Historia de la prensa en la Región de Murcia
La historia de la prensa en la Región de Murcia comienza en el siglo XVIII con diversas publicaciones que duraron poco tiempo, las primeras fueron: la Gazeta de Murcia y el Semanario Literario y Curioso de Cartagena. A mitad del siglo XIX surgieron diarios con una mayor dedicación a temas propios de la región, entre ellos cabe destacar: La Paz, el Diario de Murcia, y El Eco de Cartagena. En el siglo XX los diarios más significados fueron El Liberal y La Verdad. Paralelamente a estos diarios regionales siempre ha existido un mercado para otros diarios con tirada nacional.
La prensa ha estado muy ligada a las ideas y movimientos sociopolíticos, pero también al desarrollo tecnológico. La ilustración, los movimientos sociales del siglo XIX y XX, los caciques, etc, la han utilizado como vehículo de difusión de sus ideas. Su relación con el poder ha dado lugar a la existencia de censura y a la falta de libertad de expresión y de imprenta en diversos momentos históricos. El desarrollo de la linotipia y otros equipos de impresión cambiaron la estructura inicial de la prensa, ampliando las capas sociales a las que se dirigía y convirtiéndola en una actividad empresarial de gran influencia.
Otro aspecto destacado se refiere a la evolución de los medios de transporte para la distribución de la prensa que desde el siglo XX ha permitido que llegase con puntualidad a los diversos núcleos de población. A finales del siglo XX la aparición de internet desarrolla una nueva prensa digital que se caracteriza por el acceso inmediato a la información.

## La prensa de la Región de Murcia en el siglo XVIII

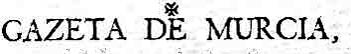
Cabecera de la Gazeta de Murcia de 10 de agosto de 1706.

Para situar adecuadamente el papel de la prensa en la región debe tenerse en cuenta que durante este siglo los periódicos sirvieron como importantes propagadores de las ideas ilustradas, pero sus destinatarios principales eran las élites ya que la mayoría de la población era analfabeta o no disponía de dinero para leer la prensa, por tanto, su influencia se mostraba sobre las clases sociales más favorecidas. Por otro lado, la libertad de prensa no existía como tal y las publicaciones estaban sujetas a las instrucciones de la monarquía. En esta situación la prensa nacional ocupaba un papel primordial frente a la regional, tanto como vehículo de comunicación oficial, al transmitir las órdenes y leyes de la corte, como órgano de opinión, al ofrecer puntos de vista alternativos. Un tercer factor serían los transportes, ya que los medios de comunicación más veloces eran los carruajes y las caballerías, lo que provocaba un gran desfase entre la producción de la noticia y su difusión entre la población.
En 1706 se edita una gazeta en Murcia: la Gazeta de Murcia que es la primera cabecera de prensa escrita conocida en la región. Su finalidad se presenta ligada a la causa de los Borbones en la guerra de sucesión española, ya que se atribuye su autoría al cardenal Belluga, conocido defensor de esta dinastía que posteriormente fue nombrado capitán general de Valencia y Murcia. El origen de la gazeta parece encontrarse tras el nombramiento del archiduque Carlos de Austria como rey en julio de 1706 y la consiguiente apropiación de la gaceta de Madrid por sus partidarios. Este hecho confirma que al igual que en el resto de España la creación de periódicos estaba ligada a causas de tipo político.

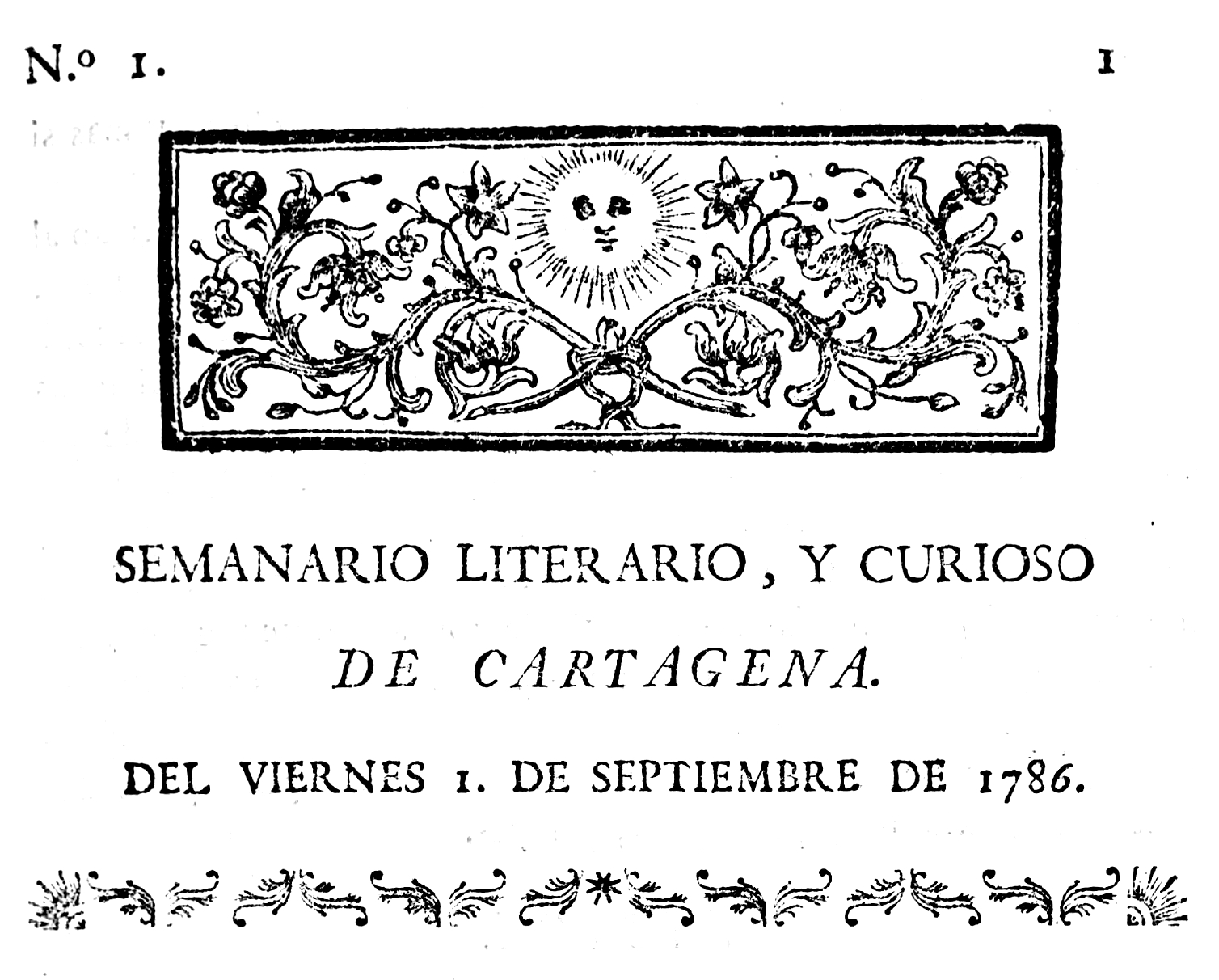
Cabecera del Semanario en su primer número.

El Semanario Literario y Curioso de Cartagena empieza a publicarse el 1 de septiembre de 1786, y terminó de hacerlo el 25 de enero de 1788. Se atribuye su creación al capitán de navío Pedro de Leiva y Jiménez de Cisneros y al impresor Pedro Ximénez y se declaraba como un periódico ilustrado que fomentaba las ciencias y las artes. En su primer ejemplar incluía varios apartados sobre física, medicina, física animástica y noticias particulares sobre Cartagena. A partir de 1787 se presenta una escisión entre los contenidos científicos y el Suplemento Curioso que trata sobre aspectos concretos de la ciudad: tráfico marítimo, fiestas, advertencias, etc. Una de sus secciones más significativas es la de anuncios. Los motivos de su desaparición son diversos aunque de modo oficial fue suspendido por el gobernador militar de la ciudad.
En 1792 se funda el Diario de Murcia, que es uno de los primeros periódicos que surgen en España tras la prohibición de prensa de Carlos IV con motivo de la revolución francesa, coincidiendo con la destitución del conde de Floridablanca como Secretario de Estado del rey; este diario se publicó únicamente durante un semestre y su contenido incluía una amplia variedad de secciones. Al cerrar éste en septiembre se editó El Correo literario de Murcia, con el mismo director, publicándose martes y sábados entre 1792 y 1795.

## La prensa de la Región de Murcia en el siglo XIX

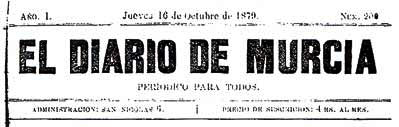
Cabecera del Diario de Murcia.

A comienzos del siglo aparece un número importante de periódicos, aunque se publican durante períodos cortos de tiempo. Las ideas ilustradas, las conservadoras y las revolucionarias encuentran en la prensa un buen campo de difusión y de confrontación. El Eco de Cartagena y el Diario de Murcia serán los periódicos más relevantes a lo largo del siglo.

### Un largo camino hacia la libertad de imprenta
La censura es una de las características de los primeros años de este siglo, sólo aparece la libertad de prensa en un breve período durante la guerra de la independencia que culmina con el decreto de libertad de imprenta del 26 de octubre de 1811, lo que provocó la aparición de numerosos periódicos aunque tuvieron un tiempo de edición bastante corto al producirse la prohibición por Fernando VII de toda publicación el 25 de abril de 1815. Entre ellos se encuentran El diario de Cartagena (1804-1807), El observador del Segura (1813-1814), El Caviloso (1814), aunque durante el trienio liberal (1820-1823) se tiene constancia de más de una veintena de periódicos. Sin embargo, el regreso de Fernando VII al poder introduce de nuevo la ausencia de libertad de expresión.

### La transición hacia un periodismo más informativo

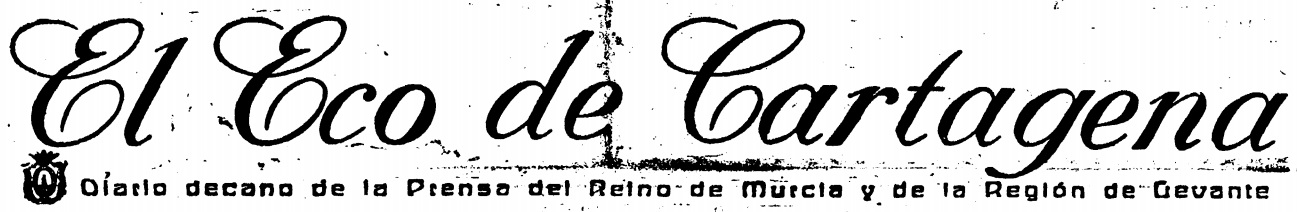
El Eco de Cartagena.

El contenido de la prensa en el primer tercio de siglo era básicamente de opinión. Los artículos tenían un componente principal de tipo político y sirvió para dar a conocer las ideas liberales, pero también eran utilizados por personajes conservadores. Sin embargo, este tipo de prensa empezó a ser sustituido por otra que incluía informaciones generales de interés, aunque conservaba artículos de opinión política en muchos casos, prensa que reflejaba la estabilidad política de la regencia de Espartero y la década moderada, así como los planteamientos de los moderados frente a los progresistas. Aunque en la Constitución de 1845 se reconoce como un derecho la libertad de expresión, se encuentra limitada por unas leyes dictadas por los poderosos que impiden una prensa revolucionaria.
En el marco de esta prensa más independiente de los partidos políticos, aparecen varias publicaciones: el Diario de Murcia se edita entre 1847 y 1851, subtitulado como "periódico de todo, menos de política y religión"; en 1858, la Paz de Murcia y en 1864, El Eco de Cartagena aparecen con esta nueva línea informativa.

### Un breve periodo con libertad de expresión

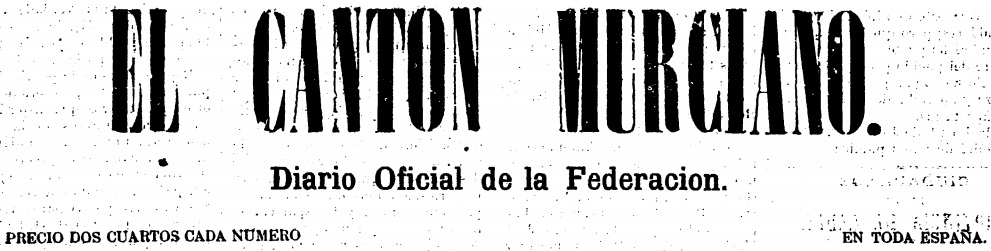
Cabecera del diario cantonalista.

La revolución de 1868 supuso el reconocimiento de la libertad de expresión, así como el sufragio universal. El sexenio democrático permitió la edición de publicaciones libremente, lo que se tradujo en la existencia de numerosas publicaciones, entre ellas destacan las que tenían un componente gráfico y satírico. Entre los periódicos que se editan en la región se encuentran: El buen deseo, El Ideal político, El Noticiero de Murcia, El obrero (Murcia), El minero de Almagrera, El aura murciana, El ateneo lorquino, Cartagena ilustrada, etc; sin embargo, pocos consiguen sobrevivir varios años. En 1876 apenas quedan unas pocas publicaciones entre las que figuran: la Paz de Murcia, El Eco de Cartagena y el Semanario murciano.
Mención especial merece el medio de expresión del cantón de Cartagena que se llamó El cantón murciano, subtitulado como Diario oficial de la Federación, en toda España, que estuvo editándose en los años 1873 y 1874.

### La prensa durante la restauración

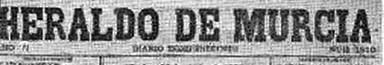
Cabecera del diario.

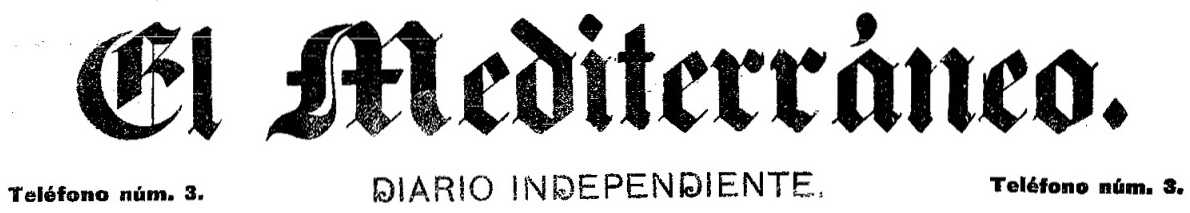
Cabecera de El Mediterráneo.

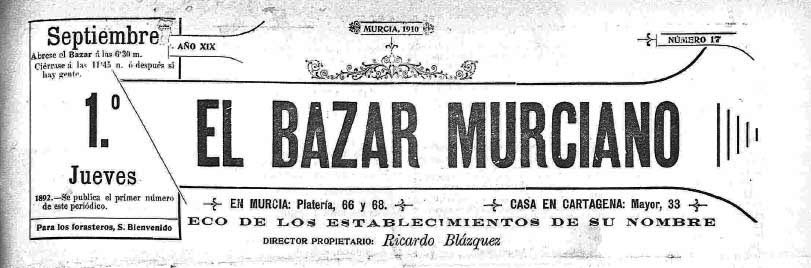
Cabecera del diario empresarial.

Aunque la Constitución de 1876 reconoce la libertad de emisión de pensamiento, en la práctica las medidas represivas contra la prensa eran habituales. En la ley de 1879 se crean tribunales especiales para el control de la prensa, aunque la ley de 1883 suaviza algunos aspectos.
Estos cambios legislativos afectan a la prensa de la región pero también los cambios en el concepto de prensa que se producen en el exterior: sus mejoras tecnológicas y contenidos informativos más de interés general y menos políticos. En este marco surgen diarios tan importantes como Diario de Murcia, Provincias de Levante o el Mediterráneo de Cartagena. Se trata de una nueva forma de hacer periodismo al dirigirlo en mayor medida a los problemas de la población en general, población que ya dispone de su derecho al voto. Otro factor de gran importancia es la existencia de grandes periodistas murcianos como José Martínez Tornel, Hernández Amores o Gabriel Baleriola Albaladejo.
Sin embargo, los periódicos ideológicos estuvieron presentes, tal es el caso del Heraldo de Murcia o de publicaciones obreras como El palenque y El minero de la Unión o el 1º de mayo de Murcia. En 1892 surge uno de los primeros periódicos empresariales españoles: El bazar murciano, que cuenta con algunos ejemplares digitalizados. También tuvo relevancia la prensa satírica que utilizaba los recursos gráficos como ilustraciones y caricaturas, entre ellas se incluyen Don Pelmacio, El Diablo Verde y Don Crispín.

## La prensa de la Región de Murcia en el siglo XX

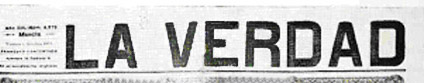
Cabecera del periódico La Verdad de Murcia a principios del.

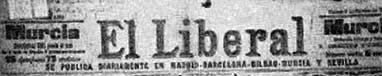
Cabecera del periódico El Liberal.

El desarrollo tecnológico en el primer tercio de siglo permite consolidar la prensa regional frente a la nacional. De ese modo el debate sobre los temas locales ocupará un lugar central, El Liberal se enfrentará a La Verdad y El Tiempo que mantenían posiciones más conservadoras. Tras la guerra civil se impone un modelo centralista y nacional que hace desaparecer las posturas regionalistas, gran parte de la prensa local se sustituye por la prensa del Movimiento, creándose el diario Línea. Sin embargo, a partir de los años sesenta se permiten algunas publicaciones regionales, de este modo se siguió en Murcia el modelo de prensa regional francés caracterizado por la multitud de ediciones; La Verdad aumenta el espacio dedicado a la información local con ediciones en Murcia, Alicante y Albacete; incorporando páginas específicas de Murcia, Cartagena y Lorca, o de Alicante, Orihuela y Elche en las respectivas ediciones. Además con la Transición y la Constitución del 1978, el Estado se constituye en Autonomías lo cual altera el sistema informativo y da impulso a la prensa regional, comarcal y local.

### Los primeros treinta años

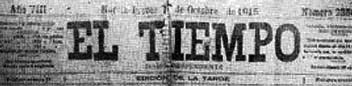
Cabecera de El Tiempo.

A comienzo de siglo se observa una transformación de la prensa murciana, desaparecieron los principales diarios de fin del siglo XIX y aparecieron El Liberal y La Verdad que serán los más relevantes en la primera mitad del siglo XX. Mientras el diario El Liberal defenderá las ideas liberales, La Verdad defenderá unas ideas más conservadoras y ligadas a las instituciones católicas. Poco después apareció el diario El Tiempo ligado a las ideas de La Cierva. Los nuevos diarios cuentan con mejor tecnología de impresión, pero también para la comunicación de noticias mediante el uso sistemático del teléfono frente al telégrafo y la mejora en los medios de transporte. La prensa se convierte en mayor medida en empresa y medio de comunicación de masas al aumentar sus ingresos por publicidad, abaratar costes y vender a mejores precios.

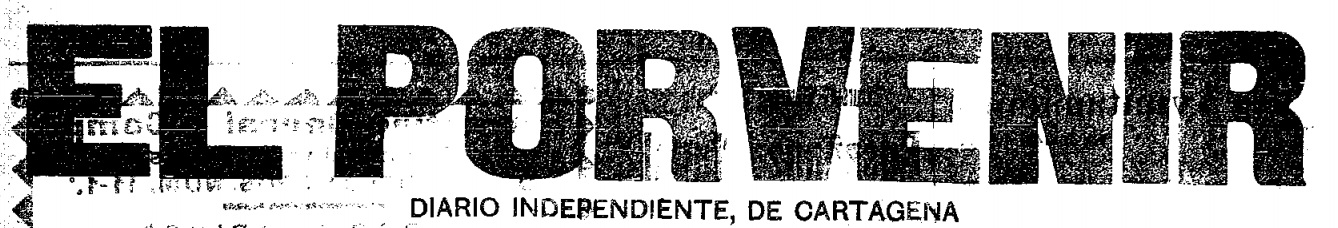
Cabecera de El Porvenir.

También se produjo un importante aumento de publicaciones, así en Cartagena se podía encontrar El Eco, El Mediterráneo, El Noticiero, El Correo de la tarde, La Caridad, La Tierra, El Porvenir, La Gaceta minera, El Popular, La Fraternidad obrera, La Mañana, y algún otro con diferentes ideologías. En Murcia los más importantes fueron, junto a los mencionados, El Diario murciano, Región de Levante y el Levante agrario, que era el portavoz de la Federación agraria e instructiva. Este crecimiento en los recursos humanos origina que en 1906 se funden las Asociaciones de la prensa de Murcia y Cartagena, aunque la primera duró sólo unos días, la de Cartagena se mantuvo hasta 1914. A partir de esa fecha existe una única asociación para toda la región.
La prensa obrera también recibe un fuerte impulso con publicaciones como Acción directa, Adelante, La defensa del obrero, El Despertar del obrero, El Faro del progreso, Horizontes nuevos, Humanidad libre, La Luz del Obrero, El obrero moderno, El vidrio y Solidaridad obrera, aunque siempre tuvo problemas en su difusión.
También la prensa profesional sanitaria tiene unos años de auge y esplendor con la aparición de un total de 28 cabeceras, entre las más importantes hay que señalar la Revista popular de higiene (1904), Lectura popular de higiene (1905), Revista de Medicina y Farmacia (1905-1912), Murcia Médica (1915-1918), Revista de Tisiología y Especialidades (1919-1927), Estudios Médicos (1920, 1924-1934).

### La segunda república
Aunque se considera una buena época para el periodismo se mantienen los principales periódicos existentes, destacando El Liberal por su influencia. Por otro lado, se abren publicaciones más de izquierdas como Germinar. Por otro lado, durante la segunda república surgen publicaciones locales en ciudades con menor población. Un caso particular es Águilas que durante este período llega a contar con cinco publicaciones: en 1931 se editan Renovación, un semanario ligado al partido radical y Trabajo, ligada al partido socialista; en 1932 surge Amanecer con contenido literario, además se distribuían el Tiempo de Murcia y la Tarde de Lorca. Sin embargo, la libertad de expresión estaba algo coaccionada por los poderes locales que ejercían su autoridad en algunos casos en su provecho particular.
Al iniciarse la guerra civil la prensa se convierte en portavoz de la república. El Liberal incluyó un subtítulo: portavoz de los partidos republicanos; las instalaciones de La Verdad se utilizaron para imprimir Nuestra Lucha de orientación socialista y las del diario El Tiempo para imprimir Confederación, órgano de la CNT; además el partido comunista editaba Unidad. Otros desaparecen en 1936 como El Eco de Cartagena.
En el periodismo médico surgieron, antes de que empezase este periodo, algunas revistas que se extendieron también en tiempos de la República: Noticias Médicas (1926-1936), El practicante Titular de España (1928-1930), Levante Médico (1928-1932), Boletín del Instituto Provincial de Higiene de Murcia (1931-1933), entre otras.

### Durante el franquismo
El régimen franquista centralizó en 1937 los medios de comunicación en una Delegación del Estado para Prensa y Propaganda y en 1938 decretó la Ley de Prensa que obligaba a todos los medios de comunicación a transmitir las órdenes del estado. Como consecuencia creó su red de periódicos que suplantaban a los diarios locales existentes. En Murcia se creó el diario Línea Nacional-Sindicalista empleando las instalaciones de El Liberal. El diario Línea se estuvo editando hasta finalizada la transición democrática, aunque en esa época su tirada era bastante reducida.
El diario La Verdad atravesó con diversas dificultades, hasta que lo compró la Editorial Católica en 1943, convirtiéndose en uno de los pocos medios privados de comunicación tolerados por el régimen franquista. Sin embargo, fue aumentando su tirada hasta convertirse a partir de los años sesenta en el periódico más vendido de la región de Murcia y uno de los más importantes diarios regionales de España.
El Noticiero de Cartagena, fundado en 1935 e incautado por la república durante la guerra civil, estuvo editándose hasta mitad de los años setenta aunque con tiradas que no superaban los tres mil ejemplares.
La Asociación de la prensa funda en 1943 la Hoja del Lunes que sólo tenía difusión el lunes que era el día sin prensa por imposición del régimen y su sindicato vertical. Esta publicación se mantuvo hasta 1989 cuando la libertad de publicación y su poca difusión motivó su cierre.

### Durante la transición y la democracia
La transición democrática concedió más importancia a las informaciones locales y se empezaron a desarrollar ediciones en Cartagena y Lorca con mayores recursos. En 1981 aparece un proyecto empresarial que vuelve a editar el Diario de Murcia, que aunque tuvo una breve duración llegó a ser el segundo periódico de mayor tirada. En 1983 se subasta el diario Línea, pero no encuentra compradores. De este modo hasta la aparición del diario La Opinión en 1988 sólo existió el diario La Verdad como diario regional.
A finales de los ochenta se produjeron algunos movimientos empresariales que afectaron a la región, así la Editorial Católica promovió la venta de sus periódicos de provincias, por tanto en 1988 vendió La Verdad al grupo Correo. En una operación similar, Prensa Ibérica adquiere varias cabeceras de la antigua prensa del Movimiento, comenzando una expansión que le llevaría a crear nuevas cabeceras, entre ellas La Opinión de Murcia en 1988. De un modo distinto, cabeceras nacionales consiguen aumentar su presencia en Murcia mediante la edicionalización, como es el caso de Diario 16 Murcia que sale a la calle en 1990, pero se encontró con dificultades económicas y tuvo que cerrar en 1997.

## La prensa de la Región de Murcia en elsigloXXI
El panorama de la prensa continúa con similares características al siglo anterior: tres diarios regionales, uno nacional con edición especial para Murcia y los diarios nacionales de mayor difusión, sin embargo, surgen dos novedades importantes al igual que en toda la prensa española:

### Aparece la prensa gratuita
Entre los años 2004 y 2005 aparece la prensa gratuita en la región. El primer diario gratuito apareció en noviembre de 2004 con el nombre de Diario de Murcia del siglo XXI, pero antes de un año tuvo que cambiar su cabecera por Crónica del sureste. El 10 de diciembre de 2004 apareció Nueva Línea, al que añadieron ediciones de los grandes distribuidores nacionales: Qué! y 20 minutos. Pero además existen diversas publicaciones locales de ayuntamientos y entidades publicitarias con distribución gratuita. Estos proyectos de prensa se financian mediante la publicidad en sus páginas, aunque su difusión se limita a los grandes núcleos de población. Otra característica es su modo directo de distribución, así como su facilidad de lectura al no disponer de gran cantidad de informaciones, y la ausencia de una línea editorial clara ya que su principal objetivo es el beneficio económico. Sin embargo, ha contado con gran aceptación entre los jóvenes.

### La prensa digital, un cambio en los medios de comunicación
Existe acuerdo con relación al cambio que está produciendo el uso de internet en los medios de comunicación de masas. A finales del siglo XX la prensa escrita empezó a ofrecer versiones digitales de sus diarios. El primer diario en incorporar esta tecnología es La Verdad digital y poco después La Opinión y el grupo El Faro en diversas ediciones y con el título de Crónicas del Sureste. También dispone de edición digital Nueva línea. Por otro lado, han aparecido diversos medios sin edición impresa que ofrecen informaciones locales de un modo casi inmediato, a lo que se puede añadir la existencia de blogs y boletines digitales, algunos ligados a los medios de comunicación tradicionales, que transforman el mundo de la prensa.

## Periódicos editados en la región
A continuación se presenta una tabla que recoge la mayoría de periódicos que se han publicado:
| Nombre                                            | Año                                      |
| ------------------------------------------------- | ---------------------------------------- |
| Gazeta de Murcia                                  | 1706                                     |
| Semanario Literario y Curioso de Cartagena        | 1786-1788                                |
| Diario de Murcia                                  | 1792 (1847-1851) (1879-1902) (1981-1982) |
| El Correo literario de Murcia                     | 1792 - 1795                              |
| El Diario de Cartagena                            | 1804 – 1807                              |
| El Observador del Segura                          | 1813- 1814 1820                          |
| El murciano independiente                         | 1812, 1842 – 1845                        |
| Aurora murciana                                   | 1832 - 1834                              |
| El censor intolerante                             | 1839                                     |
| El amigo de los labradores y del pueblo           | 1839                                     |
| El Segura                                         | 1839 – 1840                              |
| El minero (Murcia)                                | 1841                                     |
| El telégrafo de la minería (Cartagena)            | 1843                                     |
| La Lira de Thader                                 | 1845                                     |
| La Palma                                          | 1849                                     |
| El interés del país (Cartagena)                   | 1845                                     |
| El cartaginés                                     | 1846                                     |
| La azucena (Cartagena)                            | 1847                                     |
| El avisador                                       | 1851                                     |
| El Industrial de Murcia                           | 1854                                     |
| La Vega                                           | 1854                                     |
| El Faro Cartaginés                                | 1853 - 1854                              |
| El liberal murciano                               | 1855                                     |
| La Paz de Murcia                                  | 1858-1896                                |
| Revista murciana                                  | 1860                                     |
| El lorquino                                       | 1861                                     |
| El Eco de Cartagena                               | 1864 - 1936                              |
| El Buen Deseo                                     | 1869                                     |
| El noticiero de Murcia                            | 1872 - 1917                              |
| El aura murciana                                  | 1872                                     |
| El obrero (Murcia)                                | 1873                                     |
| Cartagena ilustrada                               | 1872 - 1874                              |
| El cantón murciano                                | 1873 - 1874                              |
| El semanario murciano                             | 1872 -1882                               |
| El minero de Almagrera                            | 1876                                     |
| El minero de La Unión                             | 1883                                     |
| El Mediterráneo                                   | 1887 - 1906                              |
| El bazar murciano                                 | 1892 - 1929                              |
| Heraldo de Murcia                                 | 1898 - 1902                              |
| Provincias de Levante                             | 1885 - 1902                              |
| El palenque (La Unión)                            | 1890                                     |
| El 1º de mayo (La Unión)                          | 1891                                     |
| El Correo de Levante                              | 1899                                     |
| La Tierra                                         | 1900 - 1937                              |
| El Porvenir                                       | 1901 - 1932                              |
| La Fraternidad obrera (Cartagena)                 | 1901 - 1902                              |
| El heraldo de Cartagena                           | 1901                                     |
| El obrero moderno                                 | 1901 - 1903                              |
| La Correspondencia de Murcia                      | 1903                                     |
| El faro del progreso (Mazarrón)                   | 1904 - 1905                              |
| La luz del obrero (Cieza)                         | 1904 - 1906                              |
| Humanidad libre (Jumilla)                         | 1905/1907                                |
| La mañana (Cartagena)                             | 1909                                     |
| El Liberal                                        | 1902 – 1939                              |
| La Verdad                                         | (1903 – 1936) ( 1939 – actualidad)       |
| El Diario murciano                                | 1904 – 1908                              |
| El Tiempo                                         | 1908                                     |
| Región de Levante                                 | 1904 – 1910                              |
| La voz del campo (Pozo Estrecho – Cartagena)      | 1905                                     |
| Heraldo de Lorca                                  | 1909                                     |
| La casa del pueblo (Murcia)                       | 1913                                     |
| El despertar del obrero (La Unión/Llano del Beal) | 1913 -1918                               |
| Acción directa                                    | 1914                                     |
| Levante agrario                                   | 1915 - 1936                              |
| El despertar del obrero (Cartagena)               | 1916 - 1918                              |
| La Región (Cartagena)                             | 1917                                     |
| La tarde de Lorca                                 | 1917 -1934                               |
| Vida nueva (Cartagena)                            | 1918                                     |
| Cartagena Nueva                                   | 1918 -1927                               |
| La defensa del obrero (Cartagena)                 | 1919                                     |
| Germinal (Cartagena)                              | 1919                                     |
| Adelante (Murcia)                                 | 1920                                     |
| Solidaridad obrera (Cartagena)                    | 1921                                     |
| La voz de Cartagena                               | 1924                                     |
| El semanario unionense                            | 1925                                     |
| La razón (Cartagena)                              | 1926 - 1928                              |
| El Vidrio                                         | 1926 -1928                               |
| Germinar (Cartagena)                              | 1931                                     |
| Renovación de Águilas                             | 1931                                     |
| Trabajo de Águilas                                | 1931                                     |
| Amanecer de Águilas                               | 1932 - 1933                              |
| Nuestra lucha                                     | 1936 - 1939                              |
| Confederación                                     | 1936 - 1939                              |
| La Unidad                                         | 1936 - 1939                              |
| Noticiero de Cartagena                            | (1935 - 1937) (1939 - 1973?)             |
| Línea                                             | 1939 - 1981                              |
| Hoja del Lunes                                    | 1943 – 1989                              |
| Murcia Sindical                                   | 1949 – 1974                              |
| La Opinión de Murcia                              | 1988 - actualidad                        |
| Diario 16 Murcia                                  | 1990 – 1997                              |
| El Faro                                           | 2001 - 2010                              |